# Culinária de Mato Grosso
A culinária mato-grossense é a mais rica em peixes na Região Centro-Oeste do Brasil. Usa o pacu, a piraputanga, pacupeba, piabuçu, curimbatá e o jaú, entre outros, os mato-grossenses preparam diversos pratos, abusando da pimenta malagueta. Entre os doces, o furrundum e a banana não pode faltar em seus pratos.
A culinária do Mato Grosso é uma celebração dos sabores e ingredientes únicos desta região do Brasil. Da riqueza dos peixes do Pantanal às frutas exóticas da Amazônia e aos pratos reconfortantes do interior, cada refeição conta uma história de tradição, cultura e paixão pela comida. Ao explorar os sabores do Mato Grosso, os viajantes e amantes da gastronomia são levados a uma jornada inesquecível através dos aromas e sabores desta terra de contrastes e diversidade.
A culinária do Mato Grosso reflete a riqueza cultural e a diversidade geográfica deste estado brasileiro. Com influências indígenas, africanas e europeias, os pratos típicos do Mato Grosso são uma deliciosa mistura de ingredientes locais e técnicas de preparação tradicionais.

## Ingredientes regionais
A culinária do Mato Grosso é profundamente enraizada na abundância de ingredientes naturais disponíveis na região. Da floresta amazônica ao cerrado e ao pantanal, uma variedade de frutas, vegetais, carnes e peixes são utilizados na preparação dos pratos tradicionais.
Peixes de Água Doce: Com o Pantanal abrigando uma rica diversidade de vida aquática, os peixes de água doce desempenham um papel central na culinária do Mato Grosso. Espécies como pintado, pacu, dourado e piraputanga são frequentemente preparadas grelhadas, assadas ou em ensopados.
Frutas Tropicais: Frutas como cupuaçu, buriti, cajá, jabuticaba e pequi são abundantes na região e são frequentemente utilizadas em sobremesas, sucos e molhos, adicionando um toque tropical e refrescante aos pratos.
Carne de Gado e Porco: Com uma forte tradição pecuária, a carne de gado e porco é amplamente consumida no Mato Grosso. Churrascos, ensopados e pratos defumados são comuns, destacando a riqueza e o sabor dessas carnes.

## Pratos típicos
Bolo de arroz: quitute muito presente na gastronomia cuiabana, o bolo de arroz também pode ser encontrado em outras cidades com suas respectivas variantes (algumas incluem mandioca/aipim/macaxeira). Em essência possui base de arroz cru, posto de molho com antecedência e triturado, ao qual se acrescentam ovos, iogurte ou leite, açúcar, coco ralado e outros ingredientes conforme a variação apresentada.
Empadão Goiano: Embora originário de Goiás, o empadão goiano é popular em todo o Centro-Oeste brasileiro, incluindo o Mato Grosso. É uma torta salgada recheada com frango desfiado, linguiça, queijo e guariroba, uma espécie de palmito típico da região.
Farofa de Banana: Uma guarnição clássica na culinária do Mato Grosso, a farofa de banana é feita com farinha de mandioca frita, banana-da-terra madura e temperos. É doce, crocante e complementa perfeitamente pratos salgados.
Maria Isabel: Este prato é uma versão local do arroz de carreteiro, feito com carne seca, arroz, cebola, alho e pimenta. É uma refeição substancial e reconfortante, perfeita para os amantes da carne.
Pamonha: quitute tradicional brasileiro que remete aos eventos juninos, a pamonha é muito presente na culinária mato-grossense. O preparo à base de milho-verde possui versões doces e salgadas. Para a versão doce no preparo tradicional, por exemplo, acrescenta-se, normalmente, óleo (também existem versões com banha de porco ou manteiga), açúcar, uma pitada de sal a uma massa de milho-verde ralado que deve ser peneirada. O modo tradicional de servir emprega as palhas para embalar e amarrar o embrulho no qual essa massa é colocada para cozinhar em água fervente por cerca de 40 minutos.
Pirão de Peixe: Um prato tradicional do Pantanal, o pirão de peixe é feito com peixe fresco cozido em um caldo rico, engrossado com farinha de mandioca. É uma delícia reconfortante, especialmente em dias frios.
Quebra-torto: café da manhã reforçado típico da cultura pantaneira, servido entre 04:00 e 5:00hs da manhã, normalmente composto por arroz carreteiro, ovos e farofa.

## Influências culturais
A culinária do Mato Grosso é uma fusão de influências culturais, refletindo a história diversificada e as tradições culinárias de seus habitantes. Elementos da cozinha indígena, africana e europeia se combinam para criar pratos únicos e saborosos, cada um com sua própria história e significado.